# Vascoiberismo

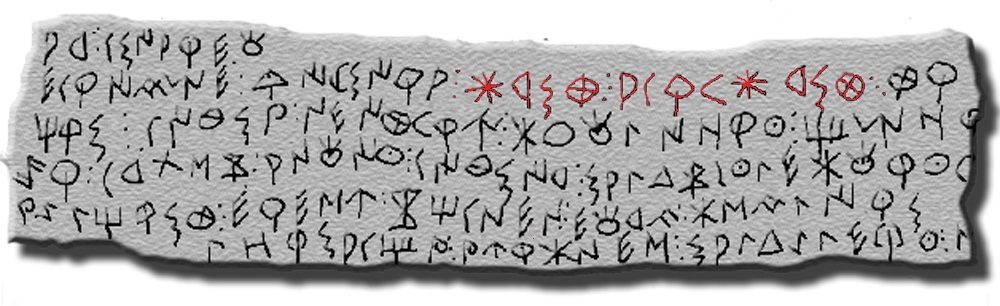
Plomo de Ullastret, en la 2ª línea se lee
: borste : abaŕgeborste
Compárese con el euskera bost - hamabost (5 - 15)

El vascoiberismo es una hipótesis que afirma la relación filogenética entre las lenguas vasca e íbera, de manera que o bien la lengua vasca sería el resultado de una evolución de la íbera o bien ambos derivarían de una protolengua común anterior hablada durante el paleolítico superior.

## Historia de la teoría
Estrabón en el siglo I a. C. (es decir, cuando todavía se hablaba íbero en la Península) afirmaba que los íberos y los aquitanos eran similares físicamente y que hablaban lenguas "parecidas", si bien se ha intentado discutir el alcance exacto del aserto de Estrabón, dado que en la actualidad se considera probado que el aquitano sería una forma antigua de vasco.

### SiglosXVIyXVII
El vascoiberismo propiamente dicho empieza en el siglo XVI. Autores como el siciliano Lucio Marineo Sículo (Opus de rebus Hispaniae mirabilibus 1533) habían indicado la idea de que los antiguos pobladores de España hablaban vasco, pero consideraban que los íberos no eran parte de esa población originaria, sino advenedizos. Por este motivo Julio Caro Baroja considera que el primer vascoiberista fue Esteban de Garibay, quien en 1571 fue el primero en publicar algunas de las etimologías vascoibéricas que posteriormente recogería Wilhelm von Humboldt, por más que su trabajo fuera poco riguroso. Posteriormente la idea es recogida por otros autores, como en el De la antigua lengua, poblaciones y comarcas de las Españas de 1587 del apologista vasco Andrés de Poça.
En 1607 se publicó en México el libro "Discursos de la antigüedad de la lengua cantabra Bascongada" escrito por el pintor Baltasar de Echave, natural de Zumaya, Guipúzcoa. En él, el euskera habla como vieja madre a su hija el romance y narra la historia vista desde Guipúzcoa. Durante siglos fue una obra vascoiberista de referencia y es de reseñar que existe una copia manuscrita por Manuel Larramendi en Loyola. Eran tiempos de persecución que dieron con la expulsión de la Compañía de Jesús en 1766. El trabajo de Arnaud Oihenart (1592-1667) en su Notitia utriusque Vasconiae (1638), donde introduce la idea (todavía defendida en la actualidad) de que la forma antigua 'ilia' significa "ciudad". Mientras que en 1674 José de Moret (Annales del Reyno de Navarra) considera que hay por toda España un gran número de topónimos "vascónicos", lo que indicaría que el vasco era la lengua común de toda España.

### SiglosXVIIIyXIX
En el siglo XVIII se debatió bastante la idea, aunque, en opinión de Caro Baroja, más como propuestas novelescas que como una discusión científica. Entre los defensores de la teoría destaca Manuel Larramendi en su De la antigüedad y universalidad del Bascuence en España (1728) y entre los detractores el padre Flórez o el padre Traggia. A principios del siglo XIX se publicaron dos trabajos vascoiberistas: el Apología de la lengua Bascongada (1803) de Pedro Pablo de Astarloa y el fantasioso Alfabeto de la lengua primitiva de España y explicación de sus más antiguos monumentos y medallas (1806) de Juan Bautista Erro y Azpiroz, a quien le cabe el dudoso honor de ser el primero en inventarse traducciones vascas de las inscripciones paleohispánicas. Más rigor científico tuvo, en cambio, el estudio de Lorenzo Hervás (Catálogo de las lenguas de las naciones conocidas 1804), también defensor de la propuesta vascoiberista.
Juan Antonio Moguel en su Historia y geografía de España ilustrada por el idioma Vascuence (1804) presentó diversos estudios sobre el origen de la lengua vasca y su relación con otras lenguas prerrománicas y románicas y posteriormente consideró que el euskara podría estar emparentado con idiomas antiguos de otros lugares de Europa.
Pero quien más contribuyó a su popularización en la comunidad científica de la teoría vascoiberista fue Wilhelm von Humboldt en su obra Prüfung der Untersuchungen über die Urbewohner Hispaniens vermittelst der Vaskischen Sprache (1821), quien, sobre todo en Europa, es considerado padre de la teoría; si bien partía de su contacto con intelectuales vascos y de la lectura de los trabajos de Astarloa y Hervás. Básicamente, la teoría afirmaba que el íbero era la lengua madre del vascuence, es decir, el vascuence sería un descendiente directo del íbero. Debe tenerse en cuenta que entonces se consideraba que básicamente en toda la Hispania indígena prerromana se hablaba la lengua íbera (pues entonces no se consideraba ni siquiera probable la presencia de hablantes de lenguas celtas en Hispania). Este tipo de afirmaciones derivó enseguida en la idea de que los vascos serían los habitantes originales de la península mientras que los demás, es decir celtas y romanos, serían invasores posteriores.
Posteriormente, los trabajos sobre el vascoiberismo se fueron desarrollando en paralelo con los del desciframiento de la escritura íbera (que tuvo grandes avances en el siglo XIX) llegando en 1907 un trabajo fundamental de Hugo Schuchardt (Die iberische Deklination), gran conocedor de la lingüística vasca, que en reacción a un estudio de Philipon (quien proponía que las inscripciones paleohispánicas estaban en una lengua indoeuropea) intentó establecer un paralelismo entre diversas supuestas terminaciones que se encontraban en las inscripciones ibéricas y la declinación vasca.

### sigloXX
Sin embargo, la práctica totalidad de estos estudios se quedaron obsoletos cuando en los años 1920 Manuel Gómez-Moreno inició el desciframiento de la escritura íbera, mostrando que las lecturas previas tenían muchos errores. El trabajo revisado de Gómez-Moreno fue publicado en 1949. Este trabajo permitió leer de forma aproximada los textos, pero los textos siguen siendo ininteligibles en la actualidad, aunque puedan ser pronunciados aproximadamente. Fonológicamente el ibérico y el euskera tienen una cierta semejanza y paralelos de alternancia morfológica llamativos.
Muchos autores trataron de interpretar los textos ibéricos a partir de raíces vascas a lo largo del siglo XX pero sin demasiado rigor y con manipulaciones poco rigurosas. Por esa razón la hipótesis vascoiberista, cayó en descrédito, principalmente a causa de la imposibilidad de avanzar en la traducción de los textos íberos basándose en el euskera.
Antonio Tovar y Koldo Mitxelena que prestaron atención a la teoría y apuntaron la posibilidad de ciertos cognados, acabaron desechando la hipótesis. Tovar en una larga serie de publicaciones (1949, 1951, 1954, 1959, 1961) probó que muchas de las semejanzas encontradas eran superficiales, que el ibérico y el euskera diferían notablemente en muchos aspectos y lo que es más importante el ibérico no podía entenderse directamente a partir del euskera. Koldo Mitxelena en una serie de trabajos (1955, 1958, 1973, 1976, 1979) llegó a exactamente a las mismas conclusiones de manera independiente, aunque los dos reconocieron que existían semejanzas y préstamos que podrían ser el resultado de un sprachbund reflejado en los nombres propios. El trabajo de Koldo Mitxelena fue importante porque revelaba que el euskera antiguo había sufrido importantes cambios respecto al moderno y que cualquier comparación válida debía hacerse con el proto-vasco reconstruido o con el aquitano, lenguas atestiguadas fragmentariamente que pueden considerarse antecesoras del vasco moderno documentadas en tiempos romanos.
Tras los trabajos de Tovar y Mitxelena la teoría es dejada de lado durante décadas hasta la aparición del trabajo de Juan Luis Román del Cerro, que anunció haber logrado traducir varias inscripciones ibéricas a partir del euskera. Este trabajo fue revisado y fue ampliamente rechazado a pesar del entusiasmo inicial que despertó. Larry Trask (1997) analiza varios ejemplos del decepcionante trabajo de Román del Cerro y concluye con comentarios muy duros hacia este trabajo y el vascoiberismo en general:

Uno podría preguntarse de manera razonable qué tipo de estructura gramatical exhibe el "ibérico" que proviene de las manipulaciones de Román del Cerro. La respuesta es: ninguna en absoluto. En el "ibérico" de Román del Cerro no hay partes de la oración: cualquier morfo puede funcionar indiferentemente como nombre, verbo o adjetivo, sin afijación o modificación [...] Tampoco hay palabras: las palabras permanecen "indeterminadas en ibérico", y no hay una estructura reconocible en términos de raíces, terminaciones o afijos. No hay un orden sintáctico fijo de elementos: los morfos pueden aparecer en cualquier orden, sin restricción, y como consecuencia, las series de morfos se leen "en sentido directo" (hacia adelante) pero otras veces "en sentido inverso" (hacia atrás).
Trask, 1997, p. 386

Los últimos avances en el conocimiento de la lengua íbera, partiendo de estudios meramente internos, identifican algunos significados y semejanzas entre la lengua vasca y la íbera, sin pretender la traducción de una a partir de la otra. La mayoría de los lingüistas se han mostrado prudentes y Joaquín Gorrochategui por ejemplo, atribuye "un cierto aire de familia" a esta relación, lo que en filología se denomina sprachbund.
Otros lingüistas, como Jesús Rodríguez Ramos, proponen que aunque el protovasco y el protoíbero provendrían de un mismo grupo de lenguas emparentadas, no tendrían una relación genética directa y los hablantes de ambas protolenguas habrían llegado a la zona de los Pirineos y a la península ibérica hace unos 3000 años con la cultura de los campos de urnas. De manera que aunque el íbero no sería el protovasco, ambos sí serían parte de la misma familia lingüística.

### SigloXXI
La teoría del sustrato vascónico propuesta por el lingüista alemán Theo Vennemann defiende que muchos idiomas de Europa occidental contienen restos de una antigua familia lingüística, de la cual el euskera es la única superviviente. Según esa hipótesis no solamente el protovasco y el íbero, sino otras lenguas de Europa occidental surgieron de un mismo estrato de población que se dispersó después de terminar la pasada glaciación desde de la península ibérica y, que de acuerdo con los análisis genéticos llegó hasta Gran Bretaña e Irlanda. Tal expansión coincide con la distribución homogénea en el área atlántica del haplogrupo R1b del cromosoma Y y de las variantes del haplogrupo H del ADN mitocondrial predominantes actualmente entre vascos, irlandeses y británicos. La época de la difusión de este último haplogrupo por Europa occidental ocurrió a partir del Neolítico medio, hace aproximadamente 6100 a 5500 años, en tanto que el incremento de su frecuencia y diversidad coincidió con la expansión de la cultura del vaso campaniforme desde la península ibérica en el Neolítico tardío, hace unos 4800 años.
El análisis de los numerales en ambos idiomas ha vuelto a poner en juego la posibilidad de una relación familiar entre ellos. En el año 2005, Eduardo Orduña publicó un estudio en el que interpretaba algunos compuestos ibéricos como numerales, tanto por su parecido con numerales vascos, como por los datos contextuales. Este estudio ha sido expandido por Joan Ferrer (2007 y 2009), de acuerdo con los términos presentes en monedas, que indican su valor, y con nuevos argumentos combinatorios y contextuales. Orduña no reclamaba en ese primer trabajo que la relación fuera una prueba de parentesco entre ibérico y vasco, sino consecuencia de un préstamo del ibérico al vasco. Por su parte, Ferrer considera que los parecidos detectados podrían ser debidos tanto al parentesco como al préstamo, aunque indica que el préstamo de todo el sistema de numerales es un hecho infrecuente.
Joseba Lakarra (2010) ha rechazado ambas hipótesis: préstamo o relación genética. Los argumentos de Lakarra se centran prácticamente en exclusiva en el campo de la gramática histórica vasca, pero también argumenta, siguiendo la hipótesis de Hoz (1993), que el préstamo ya resultaba inverosímil, debido a la extensión limitada y remota del territorio en el sureste de España, donde según esta hipótesis el ibérico se hablaba como primera lengua. Javier de Hoz (2011, pp. 196-198) considera plausibles los argumentos internos contextuales y combinatorios que permitirían considerar numerales determinadas formas ibéricas. De hecho, en cuanto a los valores concretos, considera válida la equivalencia del ibérico ban con 'uno' y de erder con 'mitad', de acuerdo con las indicaciones léxicas de valor de las monedas, mientras que el resto de equivalencias propuestas no pasarían de hipótesis de trabajo. Respecto de la equivalencia entre los posibles numerales ibéricos y los numerales vascos, está de acuerdo con Lakarra (2010) en que las formas documentadas en ibérico no encajan con las formas reconstruidas en protovasco. Finalmente, considera que la mayor dificultad para aceptar esta hipótesis es paradójicamente su extensión y carácter sistemático, ya que de ser correcta conllevaría un parentesco cercano entre ibérico y vasco, lo que debería permitir identificar otros subsistemas tan claros como este, subsistemas que ningún investigador con argumentos lingüísticos razonables ha sido capaz de identificar.
A raíz de estos trabajos, Eduardo Orduña (2011) insiste en que los elementos ibéricos propuestos como numerales no sólo son similares a los numerales vascos, sino que se combinan como numerales y aparecen en contextos en los que son esperables numerales, argumentos que Lakarra (2010) no rebate [tampoco de Hoz (2011)]. En cuanto a la hipótesis del ibérico como lengua vehicular de De Hoz, Orduña remarca su carácter hipotético, pese a que Lakarra la presenta como un hecho establecido. Los problemas de esta hipótesis han sido recogidos por Ferrer (2013) en un trabajo posterior. Respecto de las dificultades fonéticas indicadas por Lakarra, Orduña argumenta que sus propuestas son compatibles con el protovasco de Mitxelena que es al que por cronología y por seguridad debe atenerse un iberista, mientras que la hipótesis de reconstrucción interna de Lakarra tiene una cronología imprecisa y un grado de seguridad mucho menor. Finalmente, en contra de su primera opinión favorable al préstamo, concluye que la hipótesis más económica para explicar las coincidencias entre el sistema de numerales ibérico y el sistema de numerales vasco es la del parentesco genético.
Las evidencias derivadas de las coincidencias entre numerales ibéricos y vascos han provocado el cambio de opinión sobre el tema de Francisco Villar (2014, 259) que constata que estas coincidencias son del mismo orden que las documentadas entre las lenguas indoeuropeas y consecuentemente defiende que la única hipótesis sostenible en este momento es la del parentesco genético entre ibérico y vasco. Villar considera también que si la reconstrucción del protovasco propuesta por Lakarra (2010) resulta incompatible con la evidencia derivada de los numerales, es necesario corregir la reconstrucción, puesto que como toda reconstrucción es hipotética y perfectible.

## Comparación lingüística
Existe cierto número de rasgos fonéticos, sintácticos, morfológicos, gramaticales y de construcción lingüística entre el protovasco/aquitano y la lengua de las inscripciones ibéricas. La existencia de dichas semejanzas es interpretada por la hipótesis vascoiberista como reflejo del parentesco compartido, aunque alternativamente dichas semejanzas, sin embargo, son interpretadas por algunos autores, sobre todo seguidores de Mitxelena desde el siglo XIX, como el resultado de sprachbund o convergencia típica de un área lingüística.
Actualmente las semejanzas observadas entre el íbero y el protovasco/aquitano, como ser ambas lenguas aglutinantes, ser del mismo tipo de lengua ergativa  aparte de otras similitudes, hacen que sea una hipótesis aceptada por la mayoría de académicos.
Algunos ejemplos de similitudes son:
- Fonéticas
  - sistema de cinco vocales en oposición fonológica: /a/, /e/, /i/, /o/ y /u/
  - no hay [w] antes de vocal
  - ausencia de [l] final
  - no hay vibrante (r) en inicio de palabra
  - ausencia de consonante tras (s) inicial
  - ausencia de grupos de más de dos consonantes
  - no existen grupos silábicos formados por consonante oclusiva más vibrante o lateral más vocal (tales como "bra" o "cle") ni en protovasco ni en íbero. La estructura silábica es (C)-V-(S) en ambas lenguas, siendo C cualquier consonante, S una sibilante (s, z,...) o sonorante (n, r) y V un núcleo vocálico (formado por una vocal o diptongo decreciente).
  - existen dos fonemas róticos en oposición fonológica, se ha propuesto que en ambas lenguas uno sea vibrante simple [ɾ] y otro múltiple [r] ((r) fuerte heredado por el castellano), pero su valor en íbero está por determinar.
  - hay dos sibilantes en íbero que se ha propuesto paralelizar con las dos series de sibilantes vascas. Cabe decir que el sonido apicoalveolar [s] de las lenguas ibéricas, incluyendo el vasco, es relativamente extraño fuera de la península ibérica.
  - inexistencia de las labiodentales sorda /f/ y sonora /v/
- Morfológicas
  - etnónimos y gentilicios en -tar, tanto en aquitano "-tar" y "-thar" como en vasco "-tar", "-ar"
  - genitivos quizás en -en [la identificación de -en como genitivo en ibérico es una conjetura y es ampliamente discutida]
  - plurales quizás en -k [identificación conjetural para el ibérico, todavía discutida]
  - ablativo quizás en -te [identificación conjetural para el ibérico, todavía discutida]
  - alternancias similares del tipo ibérico "-ildun/iltu-/iltur-" y vasco "egun/egu-/egur-"
  - presencia de prefijos i-, b-, ba-, da- (cuyas funciones en íbero aún no son bien entendidas)
  - presencia de sufijos -la. -ra, -k, -ik (cuyas funciones en íbero aún no son bien entendidas)
- Sintácticas
  - anteposición del genitivo
  - orden substantivo - adjetivo
- Léxicas
  - "ilti/iltiŕ" ILI/ILER ciudad ibérico con "iri" (<*ili) ciudad en euskera
  - "beleś/bels" se puede comparar con el aquitano "Belex", "-bels" y el vasco "beltz" negro (téngase en cuenta que hay indicios de que en la grafía aquitana el signo X se usaba para ts/tz y que este uso de X se observa en algunos textos vascos medievales).
  - "ilun" oscuro en vasco e "Ilunn-" en aquitano con el ibérico iltun (-illun en alfabeto latín e ildun en alfabeto griego), aunque el significado "oscuro" en íbero se considera improbable.
  - el íbero "-atin" con el aquitano "Dannadinnis" y el vasco "adin" edad
  - "śalir" quizás unidad monetaria en ibérico con "sari" (<*sali) valor, precio en euskera tal y como propuso Mitxelena.
  - "ekiar/ekien" quizás él ha hecho en ibérico con "egin" hacer / egian él lo hizo en euskera
  - erder / erdi en ibérico,  erdi en protovasco y euskera actual, significa mitad en español.
  - "ebanen" quizás él ha erigido en ibérico con "ibeni" colocar, erigir en euskera. Velaza y otros defienden que "eban/ebanen" significa hijo, equivalente al "filius" latino; interpretación que Untermann considera insostenible.
  - posibles equivalencias de otras palabras semejantes a las vascas: "bizkar" atrás/alto en los montes, "argi" luz/brillante, "lagun" compañero también "kide", o "nabar" oscuro.[19]
  - Antropónimos: algunos son tan parecidos que en un par de casos no se puede afirmar la pertenencia a uno u otro grupo
    - el nombre íbero "Enne-ges" puede compararse con el aquitano "Ennebox" y el vasco medieval "Enneco"
    - el antropónimo íbero "talsku-bilos" con el aquitano Talsco, Halsco
    - íbero "biośildun" con el aquitano "Bihoxus"
    - íbero "Torsinno", aquitano "Torsteginno"
    - íbero "Borste", aquitano "Borsus" y el vasco "bortz" cinco
    - íbero "Baiser", aquitano "Baeserte", "Baisothar" (?) y el vasco "baso" (?) bosque
- Comparación de numerales. El sistema de numeración es virtualmente el mismo:

| Ibero[20] | Vasco        | GLOSA    |
| --------- | ------------ | -------- |
| ban       | bat          | 'uno'    |
| bi ~ bin  | bi < *biga   | 'dos'    |
| irur      | hiru         | 'tres'   |
| laur      | lau          | 'cuatro' |
| borste    | bost ~ bortz | 'cinco'  |
| śei       | sei          | 'seis'   |
| sisbi     | zazpi        | 'siete'  |
| sorse     | zortzi       | 'ocho'   |
| abaŕ      | hamar        | 'diez'   |
| oŕkei     | hogei        | 'veinte' |
El mismo sistema para formar números más elevados, como ejemplo:
abaŕ-ke-bi --- hama.bi doce (10+2) oŕkei-(a)baŕ-ban -- hogei.ta.(ha)maika treinta y uno (20+11)